# 민명서방
민명서방(民明書房, みんめいしょぼう)은 일본의 만화 《돌격! 남자훈련소》의 세계관에서 권법이나 각종 신기한 사건, 관습 등을 서술한 책 위주로 출간하는 가상의 전문 출판사이다. 돌격! 남자훈련소에서는 특정 무술이나 비법 등을 소개하는 부분도 묘사되는데 이것에 주석 및 참고 자료는 모두 민명서방에서 출간한 책으로 되어 있다. 그러나 민명서방이라는 출판사에서 만든 책들의 내용은 하나같이 현실적으로 맞지 않는 부분이 많거나 우스꽝스러운 부분이 많아(예를 들면 목봉을 머리 위로 돌려 헬기처럼 하늘을 날아다니는 것 등.) 그 신빙성이 의심되기도 했다.

## 민명서방에서 출간된 책들
- 검사기(剣史記)
- 유럽 중세 스포츠의 기원(ヨーロッパ中世スポーツの起源)
- 전국 무장 고찰(戦国武将考察)
- 일본의 풍속 기담(日本風俗奇譚)
- 세계기상대람(世界気象大鑑)
- 얼음의 과학(氷の科学)
- 육체의 비밀(肉体の神秘)
- 중국무술대람(中国武術大覧)
- 전국 무예자 왕래(戦国武芸者往来)
- 고대 형법전(古代刑法全)
- 교육과 체벌(教育と体罰)
- 중국 3000년 역사를 연구한 현대인의 지혜(中国三千年の歴史に学ぶ現代人の知恵)
- 아시아 형사대계(亜細亜刑史大系)
- 전국 이투기(戦国異聞記)
- 인도가 만물의 근원인 대지로 돌아오다.(インド母なる大地を往く)
- 중국무투 3000년(中国武闘三千年)
- 철권기(鉄拳記)
- 무사혼(武士魂)
- 요가의 전모(戮家その全貌)
- 세계의 괴권과 기권(世界の怪拳・奇拳)
- 육체의 신비를 이용한 스포츠(肉体の神秘とスポーツ)
- 풍해림해(風海林海)
- 기적의 조경한(奇跡の鳥慶漢)
- 분자핵 구조의 이론(分子核構造その理論)
- 권법흥망사(拳法興亡史)
- 기의 효용과 실천(氣―その効用と実践)
- 중국권법대무람(中国拳法大武鑑)
- 앎의 바구니의 비밀(知られざる秘拳)
- 전국무장인정담(戦国武将人情譚)
- 대중조작암흑사(大衆操作暗黒史)
- 중국권법수행대람(中国拳法修行大鑑)
- 중국권법의 과학성(中国拳法―その科学性―)
- 암살비화(暗殺秘話)
- 투탕카멘의 역습(ツタンカーメンの逆襲)
- 실용동물사전(実用動物事典)
- 무도달인 일화집(武道達人逸話集)
- 세계 사투결투 100선(世界死闘決闘百選)
- 중국과 일본무술 교육비사(中国日本武術交流秘史)
- 경이의 곤충세계(驚異の昆虫世界)

- 싸움의 중국사(武の中国史)
- 스포츠기원 이문(スポーツ起源異聞)
- 중국 궁정의찰 전범(中国宮廷儀礼典範)
- 중국무구의 창조를 통한 계승(中国武具―その創造と継承―)
- 세계 스포츠 기담(世界スポーツ奇譚)
- 부홍류곤충기(浮虻流昆虫記)
- 세계고대병기대람(世界古代兵器大鑑)
- 대자계(大磁界)
- 의학적 견지로 바라보고 고찰한 중국권법(医学的見地より考察した中国拳法)
- 독습중국권법(独習中国拳法)
- 중국고대의 놀라운 의학대람(中国古代吃驚医学大鑑)
- 중국전화대혁명사(中国電化大革命史)
- 서구문명의 난숙과 퇴폐(西欧文明―その爛熟と退廃―)
- 싸우는 동물대백과(闘う動物大百科)
- 인도의 놀라는 요가의 기적(インド人も吃驚!ヨガの奇跡)
- 늑대소년의 주먹(狼少年―拳―)
- 스모인생의 기다림(相撲人生待ったなし)
- 헤엄치는 기마민족(泳げ！騎馬民族)
- 먹고 먹히는 세계식통사정(喰うか喰われるか!!世界食通事情)
- 스케이터즈 웰츠(SKATER’S WALTZ)
- 감빙 가계 3대기 스스로 영원히 얼음이 되다.(かき氷屋三代記―我永遠に氷をアイス―)
- 인체의 대사기능의 신비(人体―その代謝機能の神秘―)
- 누굴 위해 종은 운다.(誰が為に鐘は鳴る)
- 중국권법으로 바라본 동양의술(中国拳法に見る東洋医術)
- 기의 과학(氣の科学)
- 중국의 기권의 기원과 발달(中国の奇拳―その起源と発達―)
- 세계고문사(世界拷問史)
- 세계사서 바라본 현대병기의 원천(世界史にみる現代兵器の源泉)
- 중국비권만한전석(中国秘拳満漢全席)
- 불꽃의 무장 오다 노부나가(炎の武将・織田信長)
- 전국결전이문 제 7권(戦国決闘異聞第七巻)
- EYE야말로 모두(EYEこそすべて)
- 현대마약집성(現代麻薬集成)
- 크로커다일·댄디저 파충류의 살아있는 이야기(クロコダイル・ダンディ―爬虫類よもやま話―)
- 배트맨 전래이야기(バットマンかく語りき)
- 완구를 바라보는 고대중국의 영지(玩具に見る古代中国の英知)
- 알래스카 대기행(アラスカ大紀行)
- 실내 구기종목에 있어서의 중국문명의 빛과 그림자(室内球技における中国文明の影響)
- 마그넷 파워-21세기를 이렇게 바꾼다. (マグネットパワー―21世紀をこう変える―)
- 고대의술의 빛과 그림자, 이것은 깜짝 놀랄 진의술.(古代医術の光と影 これはびっくり珍医術)（애니메이션 33화(アニメ版33話）)

## 같이 보기
- 돌격! 남자훈련소